# Eulasia kuschakewitschi
Eulasia kuschakewitschi es una especie de coleóptero de la familia Glaphyridae.

## Distribución geográfica
Habita en Turkmenistán, Kazajistán, Kirguistán,   Uzbekistán y Tayikistán.